# 쇼핑

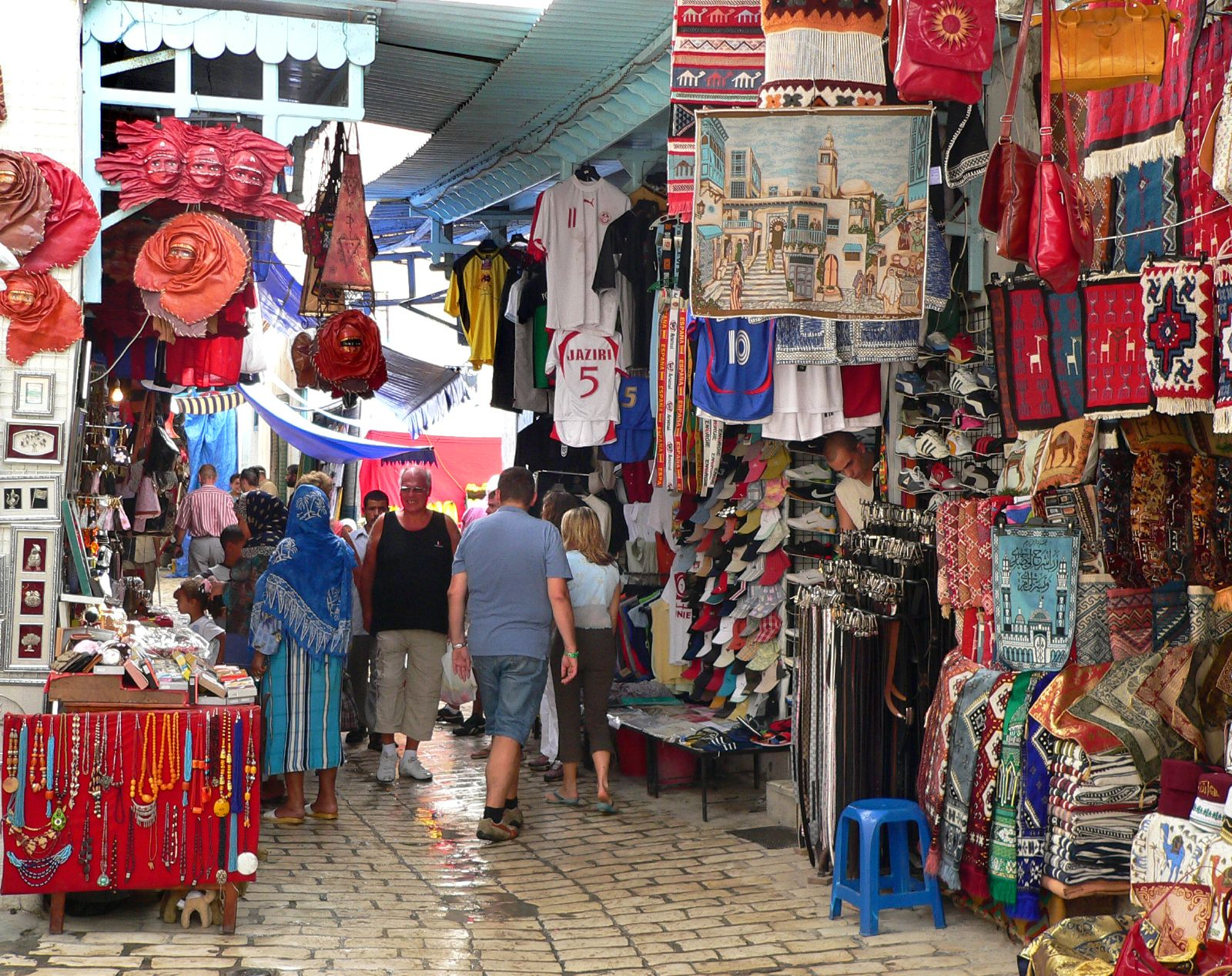
튀니지의 한 수크에서 쇼핑하는 사람들

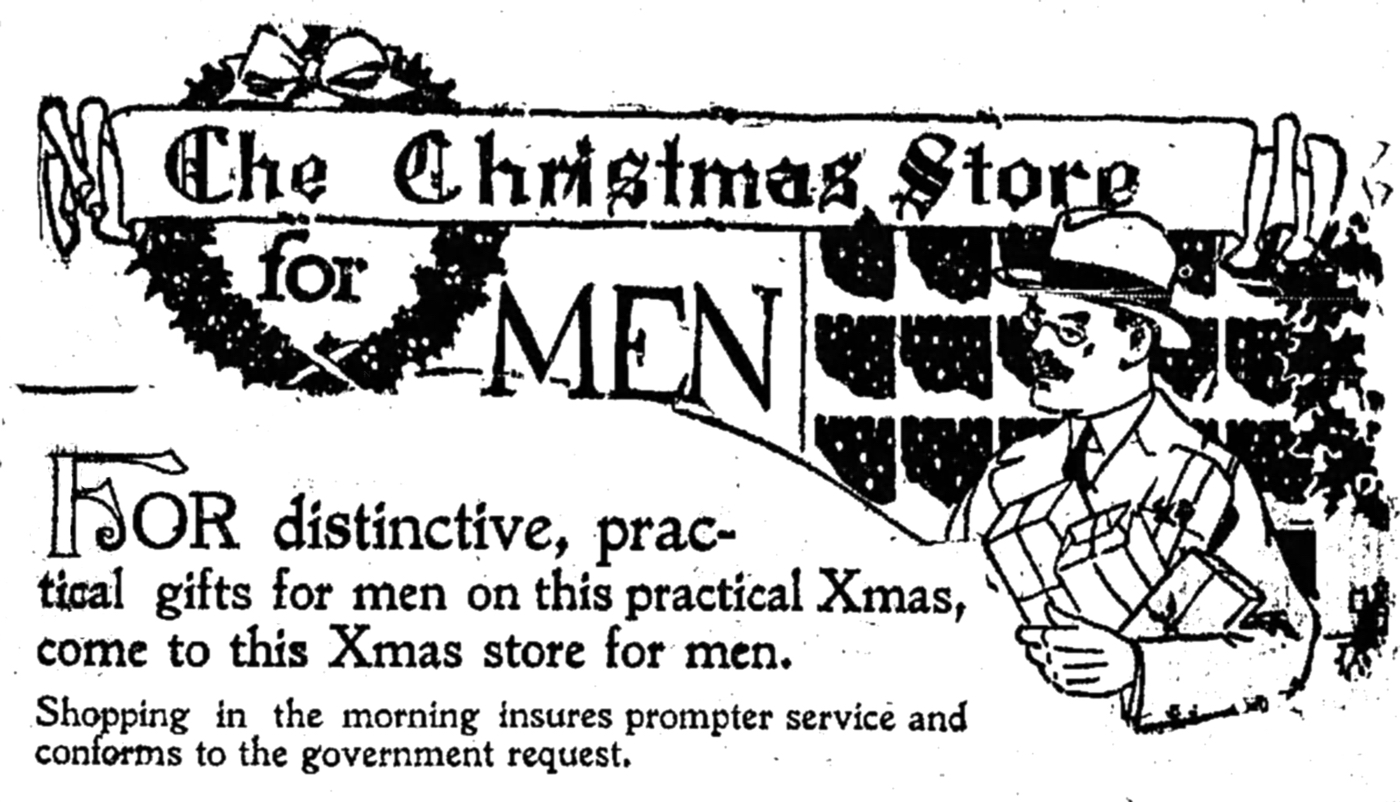
1918년 미국 크리스마스 선물을 위해 쇼핑하는 남자의 광고 이미지

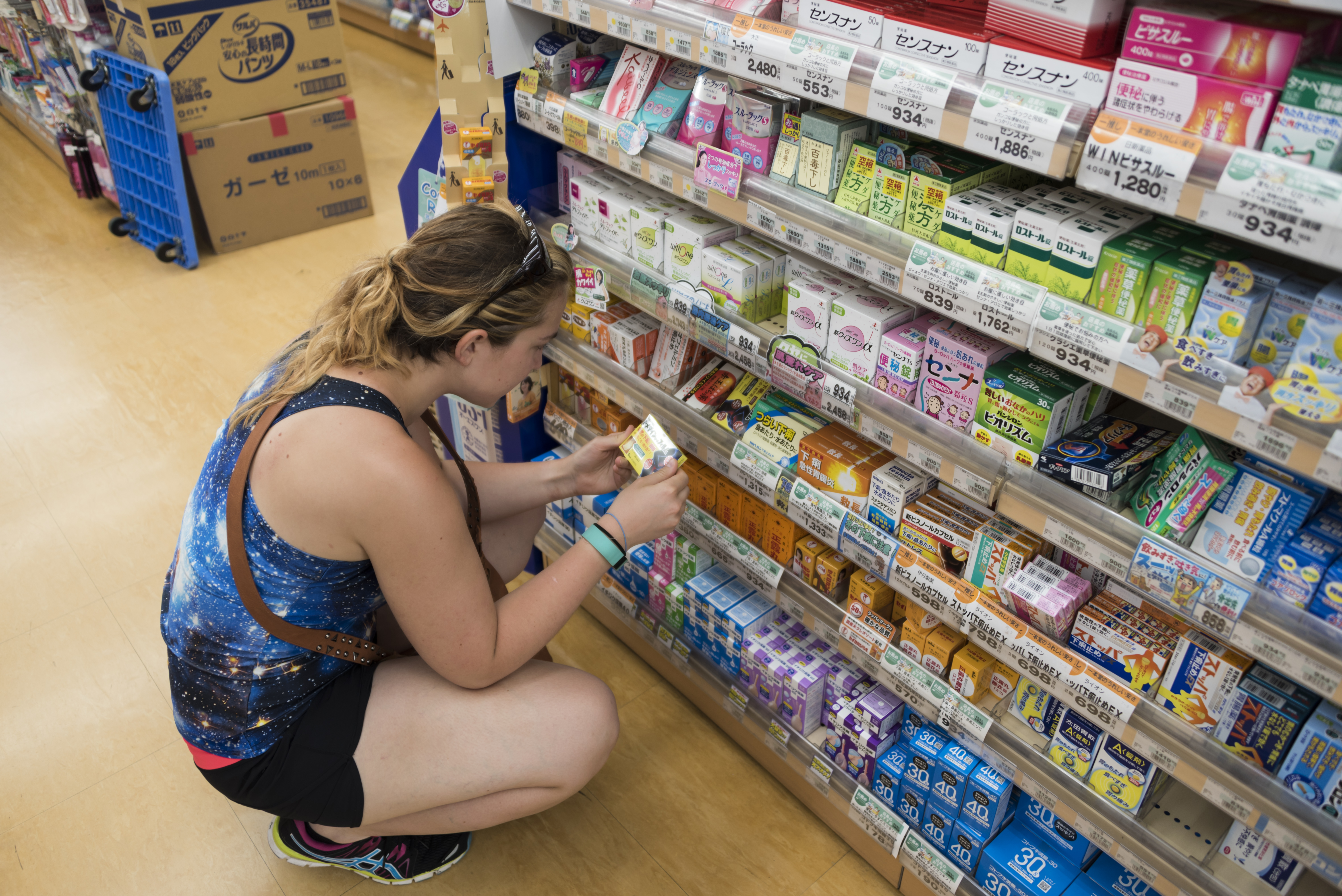
2016년 일본에서 쇼핑하는 여자

쇼핑(shopping), 장보기(場-)는 구매를 목적으로 재화와 용역을 조사하는 것을 말한다. 또, 쇼핑은 선별이나 구매의 과정이다. 어떠한 환경에서는 경제나 여가 활동으로 여기기도 한다. 쇼핑은 고객이 적합한 제품을 구매할 잠재적인 의도를 가지고 하나 이상의 소매업체에서 제공하는 이용 가능한 상품이나 서비스를 탐색하는 활동이다. 학자들은 쇼핑객의 한 그룹을 레크리에이션 쇼핑객, 즉 쇼핑을 즐기고 이를 여가 활동으로 보는 사람들로 식별하는 쇼핑객 유형의 유형을 개발했다.
소비자가 이제 다양한 지역에서 제품 정보를 검색하고 제품을 주문할 수 있게 되면서 온라인 쇼핑은 소매 업계에 큰 혼란을 가져왔다. 온라인 소매업체는 소비자의 집, 사무실 또는 원하는 곳 어디든 직접 제품을 배송한다. B2C(Business to Consumer) 프로세스를 통해 소비자는 소매업체 웹사이트에서 온라인으로 제품을 쉽게 선택하고 상대적으로 빠르게 배송받을 수 있다. 온라인 쇼핑 방식을 사용하면 소비자는 물리적으로 매장을 방문하여 에너지를 소비할 필요가 없다. 이렇게 하면 시간과 여행 비용을 절약할 수 있다. 소매점이나 상점은 다양한 상품을 제시하고 돈이나 기타 상품을 위해 고객에게 상품을 거래하거나 판매할 것을 제안하는 사업체이다.
쇼핑객의 쇼핑 경험은 다를 수 있다. 이는 고객을 대하는 방식, 편의성, 구매하는 상품 유형, 기분 등 다양한 요소를 기반으로 한다.

## 쇼핑에 참여하는 사람들

### 장을 보는 사람
많은 사람들은 쇼핑은 사고자 하는 적절한 제품을 찾기 위해 여러 가게를 돌아다니는 레크레이션 활동으로 생각한다. 대한민국에서 흔히 쓰이는 낱말인 아이 쇼핑(eye shopping)은 서양에서는 윈도 쇼핑(window shopping)이라고 부른다. 이는 엔터테인먼트를 위한 가게의 유리창을 통해 물건을 살펴 보는 것을 뜻한다. 실제로 구매를 하지 않고 물건을 산 것 같은 상상을 하게 만들 수 있다.
어떠한 사람들은 쇼핑이 불편한 존재로 여기기도 한다. 장을 보는 사람들은 가끔 유명한 제품을 사기 위해 긴 줄을 서며 오랜 시간 기다려야 하는 경우가 생긴다. 보통 휴가철을 맞는 손님이나 얼리 어댑터에게 흔한 일이다.
충동적으로 구매하는 행위는 중독으로 여긴다. 충동 구매를 하는 사람들은 장을 보는 것을 스스로 제어하지 못한다.

### 물건을 파는 사람
물건을 파는 사람들은 여러 이름으로 불린다. 이를테면 세일즈맨, 상인, 제조 업체를 들 수 있다.

## 옛 사회에서의 쇼핑
쇼핑은 역사상 수많은 문명의 발자취가 남아 있다. 고대 로마에서 트리아누스 황제의 시장 유적지(Trajan's Market)가 있었다. 여기서 소매 단위로 운영하는 주막이 있었다. 쇼핑 리스트는 로마 사람들이 사용한 것으로 알려져 있다. 서기 75~125년으로 거슬러 올라가면 하디안 장성에서 이를 발견할 수 있다.

## 같이 보기
- 시장 - 가게 - 상품
- 통신 판매
- 인터넷 쇼핑

## 참조
1. ↑  A. Mishra, Anubhav. “Consumer innovativeness and consumer decision styles: a confirmatory and segmentation analysis”. 《The International Review of Retail, Distribution and Consumer Research》 (영어) 25 (1): 35–54. doi:10.1080/09593969.2014.911199. ISSN 0959-3969.
2. ↑  Jones, C. and Spang, R., "Sans Culottes, Sans Café, Sans Tabac: Shifting Realms of Luxury and Necessity in Eighteenth-Century France," Chapter 2 in Consumers and Luxury: Consumer Culture in Europe, 1650-1850 Berg, M. and Clifford, H., Manchester University Press, 1999;  Berg, M., "New Commodities, Luxuries and Their Consumers in Nineteenth-Century England," Chapter 3 in Consumers and Luxury: Consumer Culture in Europe, 1650-1850 Berg, M. and Clifford, H., Manchester University Press, 1999
3. ↑  Dennis, D., "Retail's Single Biggest Disruptor," Forbes, 12 June 2017; Online: https://www.forbes.com/sites/stevendennis/2017/06/12/retails-single-biggest-disruptor-spoiler-alert-its-not-e-commerce/#af35a92227b6; IbisWorld, "E-commerce Disruptors," 23 February 2015; Online: https://www.ibisworld.com/media/2015/02/23/ecommercedistruptors; "Disruptor of the Year 2016: Amazon," Campaign Live, 15 December 2015, https://www.campaignlive.com/article/disruptor-year-2016-amazon/1418737; Nielsen, "What's in-Store for Online Grocery Shopping," [Report], January, 2017, Online: http://www.nielsen.com/content/dam/nielsenglobal/de/docs/Nielsen%20Global%20Connected%20Commerce%20Report%20January%202017.pdf 보관됨 2018-04-12 - 웨이백 머신
4. ↑  Arnold, Mark J.; Kristy E. Reynolds; Nicole Ponderc; Jason E. Lueg (August 2005). “Customer delight in a retail context: investigating delightful and terrible shopping experiences”. 《Journal of Business Research》 58 (8): 1132–1145. doi:10.1016/j.jbusres.2004.01.006.
5. ↑  http://www.abc.net.au/science/news/stories/s253805.htm